# Dufourea impunctata
Dufourea impunctata là một loài Hymenoptera trong họ Halictidae. Loài này được Bohart mô tả khoa học năm 1949.